# Mantas Kalnietis
Mantas Kalnietis (Kaunas, 6 settembre 1986) è un ex cestista lituano.

## Carriera
Con la Lituania ha disputato due edizioni dei Giochi olimpici (Londra 2012, Rio de Janeiro 2016), tre dei Campionati mondiali (2006, 2010, 2019) e cinque dei Campionati europei (2009, 2011, 2013, 2015, 2017).

## Palmarès

### Club
- Campionato lituano: 4

Žalgiris Kaunas: 2006-07, 2007-08, 2010-11, 2011-12
- Campionato italiano: 2

Olimpia Milano: 2015-16, 2017-18
- Campionato francese: 1

ASVEL: 2018-19
- Coppa di Lituania: 5

Žalgiris Kaunas: 2007, 2008, 2011, 2012, 2021-22
- Coppa Italia: 2

Olimpia Milano: 2016, 2017
- Coppa di Francia: 1

ASVEL: 2018-19
- Supercoppa italiana: 2

Olimpia Milano: 2016, 2017
- Lega Baltica: 4

Žalgiris Kaunas: 2007-08, 2009-10, 2010-11, 2011-12
- Eurocup: 1

Lokomotiv Kuban': 2012-13

### Individuale
- MVP VTB United League: 1

Lokomotiv Kuban': 2020-21
- All-Eurocup Second Team: 1

Lokomotiv Kuban': 2020-21